# Чернянський район
Черня́нський райо́н — адміністративна одиниця Росії, Білгоро́дська область. До складу району входять 1 міське та 15 сільських поселень.

## Історія
Район утворений з двох волостей Чернянської і Волотовської в 1928 році і виділений з Старооскільського повіту. До 1954 року — у складі Курської області. При створенні 6 січня 1954 року Білгоро́дської області, Чернянський район був переданий до її складу.
Після укладення Брестського миру в 1918 р. демаркаційна лінія пройшла північніше Новооскільського повіту і Чернянська волость була включена до складу земського центру м. Острогозька, земля Подоння, Української народної республіки, а 1919 р. волость ввійшла до складу Харківської губернії, Української держави гетьмана Скоропадського. Після повалення Скоропадського — в складі військово-територіальної одиниці адміністративного поділу Озброєних сил Півдня Росії і його займала Добровольча армія.
З 1923 р. по 1933 р. в україномовних поселеннях Чернянського району здійснювалася державна політика українізації в Центральному Чорнозем'ї, де проживало понад 1 500 000 українців. Українізація передбачала вивчення і застосування в повсякденному житті, у школі та на державній службі української мови в тих районах, де проживало понад 50% українців, Чернянський район разом з Олексіївським, Вєйдєлєвським, Великомихайлівським (Новооскільський), Волоконівським, Грайворонським, Ракитянським, Ровенським, Микитівським (Красногвардійський), Будьонівським (Красногвардійський) підлягав повній українізації. У Чернянському району на українську мову переходили ті селища (слободи й хутори) які розмовляли українською мовою (слободи: Чернянка, Ольшанка, Орлик, Холки, Троіцка (с. Малотроіцке), Волоконівка, Морквіно, Раївка, Воскресенська (с. Воскресенівка), Маслівка (с. Єздочне), Нова Маслівка (с. Новомаслівка), Станова (с. Станове), Петропавлівка, Суха Ольшанка і хутора Великий (с. Большоє), Малий, Александрет (Бородін), Бакланів (Бакланівка), Слов'янка, Петровський, Андріївський (Андрєєвка), Грязна Потудань (Новорєчьє), Луб'яний (с. Луб'яне), Орєхова Яруга (Бабаніно), Троїцький (Хитрово), Новоселівка, Олександрівський (Олександрівка, Сукманівка), Яблонів (с. Яблоново), Алпєєвка і Красний Острів (разом 14 слобід і 16 хуторів). Частковій українізації підлягали наступні райони: Білгоро́дський, Большетроїцький, Валуйський, Корочанський, Новооскільський, Прохоровський, Скороднянский, Томаровский, Уразовський, Шебекінський.
З 1 січня 1933 діловодство у всіх районних та сільських організаціях переводилося з української на російську мову. До осені 1933 р. були ліквідовані Борисівський і Волоконівський українські педтехнікуми, а незабаром  і  Білгоро́дський український педінститут. Закрилася обласна газета «Ленінський шлях», що виходила українською мовою, а всі українські районні газети переходили на російську мову.

## Населення
Населені пункти з кількістю мешканців понад 400 осіб (2010 г.)
1. Чернянка 14900 мешканців (01.01.2015)
2. Єздочне 1588 (01.01.2015)
3. Рос.Халань 1085 (01.01.2015)
4. Красний Острів 929 (01.07.2014)
5. Волотово 915 (01.01.2015)
6. Кочєгури 908
7. Ольшанка 872 (01.01.2015)
8. Малотроїцьке 793 (01.01.2015)
9. Орлик 755
10. Велике Кузькіне 716
11. Огібне 664
12. Волоконівка 613
13. Лозне 574
14. Андріївка 478 (01.08.2015)
15. Новорєчьє 474 (15.07.2015)
16. Лубяне 431 (01.09.2015)

### Етнічний склад

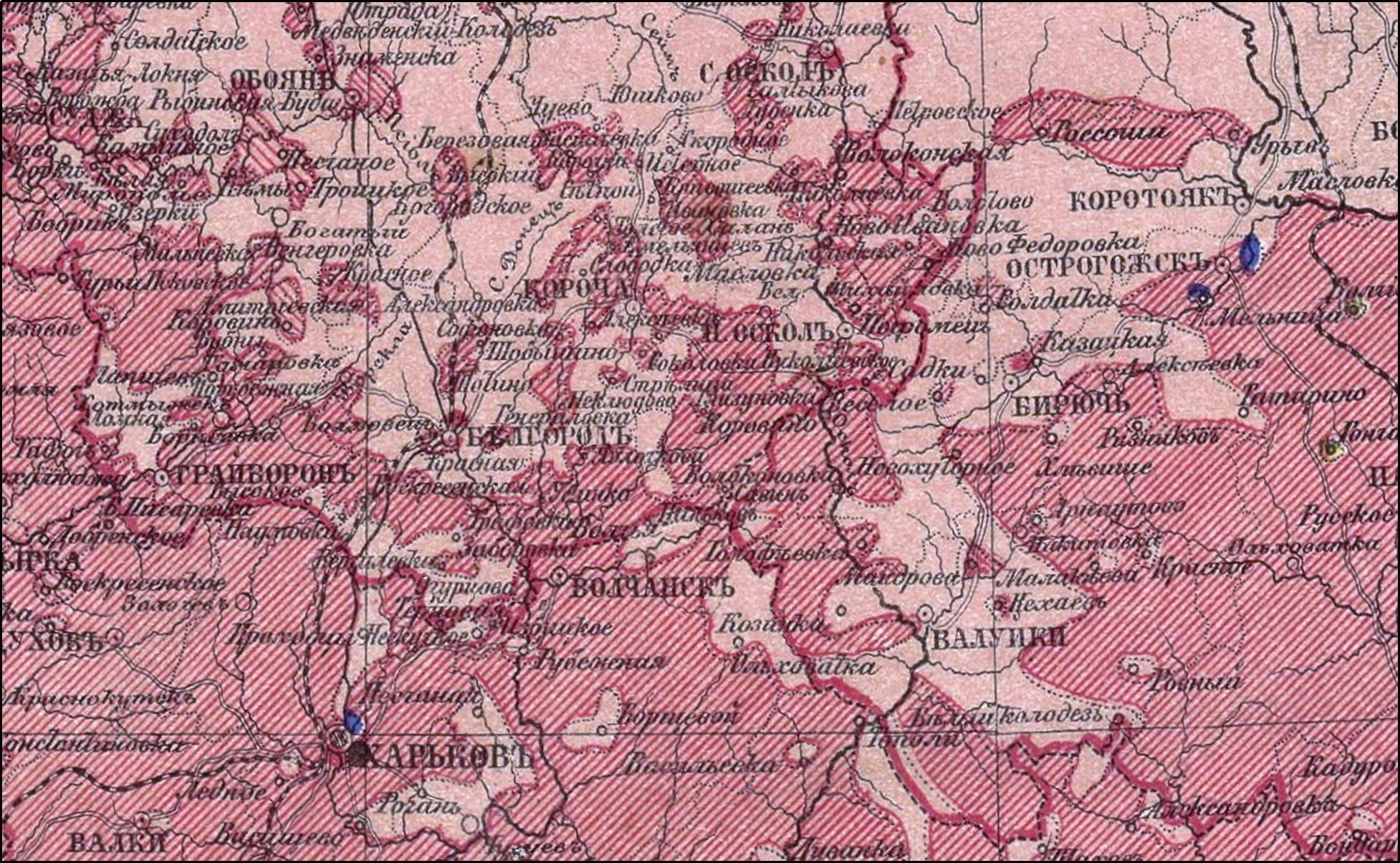
Етнічний склад північної Слобожанщини. Фрагмент карти Ріттіха 1875 г. (легенда: рожевий колір – росіяни, рожевий штрихований – українці)

У Новооскольському повіті, куди входив сучасний Чернянський район, за переписом 1760 року мешкало 69,6% українців і 30% росіян.
1850 року в Новооскольському повіті проживало 60044 (58,9%) українців і 41888 (41,1%) росіян.
1897 року за переписом населення в повіті проживало українців 80514 (56%) і 77214 (44%) росіян.
1920 року частка українців у Новооскольському повіті коливалася від 60 до 80% залежно від волості.
У Чернянськой волості в 1926 році українці становили 67,74% (21668 мешканців), росіяни 32,13% (10227 мешканців), населення.. . У Волотовської волості, 
яка увійшла до складу Чернянського района,  в 1926 році  українці становили 48,91% (12132 мешканців), росіяни 50,82% (12605 мешканців)
В обох волостях які увійшли до складу Чернянського района, українці – 33800 мешканців, росіяни – 22832 мешканців.
У Чернянському районі в 1931 році проживало 57,0% українців і 42,9% росіян.
В абсолютних цифрах чисельність українців у сучасному Чернянському районі за 1926-1939 рр. скоротилася у 40 разів: 1939 року тут проживало 823 або 1,7% українців і 46925 або 98,0% росіян. А на території сучасної Білгоро́дської області скоротилася учертверо. Хоча з-поміж чотирьох Героїв Радянського Союзу, що народилися у Чернянці, всі четверо — українці.
У 1989 році за переписом населення проживало 2.4% українців і 97,5% росіян.